# Tabanus wallacei
Tabanus wallacei är en tvåvingeart som beskrevs av Szilady 1926. Tabanus wallacei ingår i släktet Tabanus och familjen bromsar. Inga underarter finns listade i Catalogue of Life.